# Římskokatolická farnost Šumavské Hoštice
Římskokatolická farnost Šumavské Hoštice je územním společenstvím římských katolíků v rámci prachatického vikariátu českobudějovické diecéze. Farnost je součástí většího farního obvodu spravovaného excurrendo z  farnosti Vimperk.

## O farnosti

### Historie
Nejstarší zpráva o plebánovi při kostele svatého Filipa a Jakuba v Šumavských Hošticích je z roku 1360, v roce 1384 se připomíná fara. V 17. století fara zanikla a kostel, vyhořelý v roce 1654, byl filiálním k farnosti Vimperk. V letech 1718–1786 náleželo území k farnosti Lštění. Tehdy, v roce 1747, byl stav kostela tak špatný, že musela být snesena klenba presbytáře. Ukázalo se však, že ani zdivo kostela nemá dostatečné základy, a tak byl původní kostel zbořen a na jeho místě v letech 1749–1751 postaven kostel nový. V roce 1786 byla ve vsi zřízena lokálie, povýšená v roce 1857 na samostatnou farnost.
| Fotografie | Kostel                          | Místo               | Bohoslužba             | Bohoslužba             | Poznámka     |
| ---------- | ------------------------------- | ------------------- | ---------------------- | ---------------------- | ------------ |
|            | Kaple Panny Marie Sedmibolestné | Buk                 | neslouží se pravidelně | neslouží se pravidelně | obecní kaple |
|            | Kostel svatého Filipa a Jakuba  | Šumavské Hoštice    | neděle čtvrtek         | 11.00 17.00            | farní kostel |
|            | Kaple Panny Marie Karmelské     | Včelná pod Boubínem | neslouží se pravidelně | neslouží se pravidelně | obecní kaple |